# Rio Ave Futebol Clube
Maillots
Le Rio Ave Futebol Clube est un club portugais de football fondé en 1939 et basé à Vila do Conde, au nord du Portugal. L’équipe de évolue actuellement en Liga Portugal, la première division nationale du pays. Le club entretien une rivalité avec le club voisin : le Varzim SC.

## Histoire
Durant la saison 1981-1982 le club de Rio Ave réalise sa meilleure saison, il se classe cinquième du championnat (13 victoires, 8 matchs nuls et 9 défaites).
En 1995-1996 le club finit champion de deuxième division portugaise de football et accède de nouveau à la première division.
En 1999-2000 le club finit à la 17e place du championnat synonyme de relégation en deuxième division. En coupe du Portugal l’équipe effectue un parcours contrastant avec sa faible saison en championnat en atteignant les demis-finales après une victoire en huitièmes de finales face à Naval 1893 (0-0 au match aller, 3-2 au match retour) et en quart de finale face à Boavista (1-0). Le club s’inclinera en demi-finale face au club qui remportera cette édition : le FC Porto (0-3).
En 2000-2001 l’équipe finit la saison à la 5e place de deuxième division du Portugal et atteint les huitièmes de finales de coupe du Portugal où elle sera battu par le GD Bragance (2-3).
En 2013-2014 l’équipe effectue à la surprise générale un parcours impressionnant en coupe du Portugal, après avoir vaincu le Vitória Setúbal en huitième de finale (1-0), L’Académica de Coimbra en quart de finale (1-0) et le SC Braga en demi-finale (0-0 au match aller, 2-0 au match retour). Elle s’incline en finale face au Benfica Lisbonne (0-1). En championnat le club finit à la 11e place du classement (32 points, 8 victoires, 8 matchs nuls et 14 défaites).
Durant la saison 2017-2018, le club égale son record historique en ce qui concerne le classement en première division en atteignant la cinquième place du championnat (51 points, 15 victoires, 6 matchs nuls et 13 défaites).
Le club bat son record une nouvelle fois durant la saison 2019-2020 où le club atteint à nouveau la cinquième place dans ce qui restera sa saison la plus aboutie statistiquement (55 points, 15 victoires, 10 matchs nuls et 9 défaites). En coupe du Portugal, le club éliminera le club de Condeixa (en) en trente-deuxièmes de finale (1-0), le FC Alverca en seizièmes de finale (1-0), l’AC Marinhense en huitièmes de finale (2-0) avant de sortir de la compétition dans un match disputé face au grand Benfica (2-3). 
En 2020-2021, le club finit à la 16e place du championnat et finit relégué à la suite de sa défaite lors du match de barrage face à Arouca (0-3 au matchs aller et 0-2 au match retour). 
Le club finit la saison 2022-2023 à la 12e place du championnat (40 points, 10 victoires, 10 matchs nuls et 14 défaites).

## Palmarès
| Compétitions nationales | Compétitions internationales                              |
| - Championnat du Portugal - 5e : 1982, 2018 et 2020 - Coupe du Portugal : - Finaliste : 1984 et 2014. - Coupe de la Ligue du Portugal - Finaliste : 2014. - Supercoupe du Portugal - Finaliste : 2014 - Championnat du Portugal de deuxième division - Champion : 1996, 2003 et 2022 | - Coupe UEFA / Ligue Europa - Phase de groupe : 2014-2015 |

## Bilan saison par saison
| Saison    | I  | II | III | IV | V |
| 1969-1970 |    |    | 15  |    |   |
| …         | …  | …  | …   | …  |   |
| 1979-1980 | 16 |    |     |    |   |
| 1980-1981 |    | …  |     |    |   |
| 1981-1982 | 5  |    |     |    |   |
| 1982-1983 | 8  |    |     |    |   |
| 1983-1984 | 9  |    |     |    |   |
| 1984-1985 | 13 |    |     |    |   |
| 1985-1986 | …  | …  | …   | …  |   |
| 1986-1987 | 13 |    |     |    |   |
| 1987-1988 | 18 |    |     |    |   |
| …         | …  | …  | …   | …  |   |
| 1990-1991 |    |    | …   |    |   |
| 1991-1992 |    | 4  |     |    |   |
| 1992-1993 |    | 5  |     |    |   |
| 1993-1994 |    | 4  |     |    |   |
| 1994-1995 |    | 11 |     |    |   |
| 1995-1996 |    | 1  |     |    |   |
| 1996-1997 | 15 |    |     |    |   |
| 1997-1998 | 9  |    |     |    |   |
| 1998-1999 | 14 |    |     |    |   |
| 1999-2000 | 17 |    |     |    |   |
| 2000-2001 |    | 6  |     |    |   |
| 2001-2002 |    | 8  |     |    |   |
| 2002-2003 |    | 1  |     |    |   |
| 2003-2004 | 7  |    |     |    |   |
| 2004-2005 | 8  |    |     |    |   |
| 2005-2006 | 16 |    |     |    |   |
| 2006-2007 |    | 3  |     |    |   |
| 2007-2008 |    | 2  |     |    |   |
| 2008-2009 | 12 |    |     |    |   |
| 2009-2010 | 12 |    |     |    |   |
| 2010-2011 | 8  |    |     |    |   |
| 2011-2012 | 14 |    |     |    |   |
| 2012-2013 | 6  |    |     |    |   |
| 2013-2014 | 11 |    |     |    |   |
| 2014-2015 | 10 |    |     |    |   |
| 2015-2016 | 6  |    |     |    |   |
| 2016-2017 | 7  |    |     |    |   |
| 2017-2018 | 5  |    |     |    |   |
| 2018-2019 | 7  |    |     |    |   |
| 2019-2020 | 5  |    |     |    |   |
| 2020-2021 | 16 |    |     |    |   |
| 2021-2022 |    | 1  |     |    |   |
| 2022-2023 | 12 |    |     |    |   |
| 2023-2024 | 11 |    |     |    |   |

## Personnalités du club

### Entraîneurs
- 1981-1982 :  Félix Mourinho
- 1983-1984 :  Félix Mourinho
- 1996-2000 :  Carlos Brito (en)
- 2000-2001 :  Vítor Oliveira (en)
- 2001-2002 :  Horácio Gonçalves
- 2002-2005 :  Carlos Brito (en)
- 2005-2006 :  António Sousa
- 2006-2009 :  João Eusébio
- 2009-2012 :  Carlos Brito (en)
- 2012-2014 :  Nuno Espírito Santo
- 2014-2016 :  Pedro Martins
- 2017-2018 :  Miguel Cardoso
- 2018-2018 :  José Manuel Gomes (en)
- depuis 2019[4] :  Daniel Ramos

### Anciens joueurs
- Alfredo Castro
- André Vilas Boas
- Bebé
- Fábio Coentrão
- Fábio Faria
- João Tomás
- José Mourinho
- Litos
- Miguel Lopes
- Paulinho Santos
- Rui Jorge
- Tarantini (en)
- Ukra
- Ederson
- Evandro
- Fabinho
- Kelvin
- Marcelo
- Cássio
- Lionn (en)
- Niquinha (en)
- Miguel Mora
- Armando Sá
- Jan Oblak
- Alhassan Wakaso

### Effectif actuel
| N° | Nat.                    | Poste | Nom du joueur                                |
| -- | ----------------------- | ----- | -------------------------------------------- |
| 1  | Drapeau de la Pologne   | G     | Cezary Miszta                                |
| 3  | Drapeau de la Grèce     | D     | Nikos Athanasiou (en prêt de l'Olympiacos)   |
| 4  | Drapeau de l'Angleterre | D     | Jonathan Panzo                               |
| 5  | Drapeau de la Grèce     | D     | Andreas Ntoi                                 |
| 6  | Drapeau de l'Angleterre | D     | Nelson Abbey                                 |
| 7  | Drapeau du Portugal     | M     | João Novais                                  |
| 8  | Drapeau de la Grèce     | M     | Theofanis Bakoulas (en prêt de l'Olympiacos) |
| 9  | Drapeau du Brésil       | A     | Clayton                                      |
| 10 | Drapeau du Costa Rica   | M     | Brandon Aguilera                             |
| 11 | Drapeau du Brésil       | A     | André Luiz                                   |
| 14 | Drapeau d’Israël        | A     | Karem Zoabi                                  |
| 17 | Drapeau de la Grèce     | M     | Marios Vrousai                               |

| No. | Nat.                   | Position | Nom du joueur                                  |
| --- | ---------------------- | -------- | ---------------------------------------------- |
| 19  | Drapeau de la Grèce    | M        | Antonis Papakanellos (en prêt de l'Olympiacos) |
| 20  | Drapeau du Portugal    | D        | João Tomé                                      |
| 21  | Drapeau du Portugal    | M        | João Graça                                     |
| 22  | Drapeau du Costa Rica  | G        | Kevin Chamorro                                 |
| 23  | Drapeau de l'Argentine | D        | Francisco Petrasso                             |
| 27  | Drapeau de l'Argentine | A        | Tobías Medina                                  |
| 28  | Drapeau de l'Espagne   | A        | Marc Gual                                      |
| 54  | Drapeau de la Grèce    | M        | Georgios Liavas                                |
| 63  | Drapeau de la France   | D        | Julien Lomboto                                 |
| 80  | Drapeau de l'Allemagne | M        | Ole Pohlmann                                   |
| 94  | Drapeau du Portugal    | A        | Valentim Sousa                                 |
| 99  | Drapeau de l'Albanie   | G        | Anxhelo Sina                                   |